# Sisyrinchium cyperellum
Sisyrinchium cyperellum är en irisväxtart som beskrevs av Pierfelice Ravenna. Sisyrinchium cyperellum ingår i släktet gräsliljor, och familjen irisväxter. Inga underarter finns listade i Catalogue of Life.